# The Bachelor Vietnam (mùa 1)
The Bachelor (season 1) (hay Anh chàng độc thân (mùa 1)) là mùa đầu tiên của chương trình truyền hình thực tế The Bachelor Vietnam. Chương trình giới thiệu anh chàng độc thân đầu tiên, Quốc Trung, sẽ hẹn hò với 24 cô gái. Chương trình phát sóng vào ngày 14 tháng 8 năm 2018 và kết thúc vào ngày 13 tháng 11 năm 2018.
Thùy Dương, 30 tuổi từ Thành phố Hồ Chí Minh là người chiến thắng nhưng Quốc Trung đã chọn không cầu hôn cô. Nhưng sau khi chiến thắng, cô không nhận được bất kì giải thưởng nào của chương trình vì vi phạm luật chương trình.

## Các thí sinh
(Tuổi tính từ ngày dự thi)
| Thí sinh                  | Tuổi | Chiều cao              | Quê quán              | Nghề nghiệp                  | Bị loại ở | Hạng               |
| ------------------------- | ---- | ---------------------- | --------------------- | ---------------------------- | --------- | ------------------ |
| Vương Loan                | 32   | 1,70 m (5 ft 7 in)     | Tiền Giang            | Tiếp viên hàng không         | Tập 1     | 24 (dừng cuộc thi) |
| Việt Anh                  | 21   | 1,56 m (5 ft 1+1⁄2 in) | Nghệ An               | Diễn viên                    | Tập 1     | 23 (dừng cuộc thi) |
| Thiên Trang               | 25   | 1,66 m (5 ft 5+1⁄2 in) | Vũng Tàu              | Biên kịch                    | Tập 1     | 22                 |
| Diễm Quỳnh                | 23   | 1,62 m (5 ft 4 in)     | Lào Cai               | Người mẫu ảnh                | Tập 2     | 21-19              |
| Nguyệt Thúy               | 27   | 1,75 m (5 ft 9 in)     | Cao Bằng              | Người mẫu                    | Tập 2     | 21-19              |
| Thúy Vi                   | 27   | 1,63 m (5 ft 4 in)     | Thành phố Hồ Chí Minh | Nhân viên văn phòng          | Tập 2     | 21-19              |
| Diễm Thúy                 | 22   | 1,65 m (5 ft 5 in)     | Kiên Giang            | Nhân viên tư vấn             | Tập 3     | 18-16              |
| Diệu Mai                  | 23   | 1,57 m (5 ft 2 in)     | Bình Phước            | Diễn viên                    | Tập 3     | 18-16              |
| Phong Linh                | 25   | 1,66 m (5 ft 5+1⁄2 in) | Bình Định             | MC                           | Tập 3     | 18-16              |
| Bella Vanluxi             | 25   | 1,68 m (5 ft 6 in)     | Thành phố Hồ Chí Minh | Thiết kế thời trang          | Tập 4     | 15-13              |
| Đoan Trang                | 22   | 1,52 m (5 ft 0 in)     | Đắk Lắk               | Sinh viên                    | Tập 4     | 15-13              |
| Huỳnh Thị Kim Tuyền       | 28   | 1,72 m (5 ft 7+1⁄2 in) | Thành phố Hồ Chí Minh | Người mẫu                    | Tập 4     | 15-13              |
| Tuyết Anh                 | 31   | 1,70 m (5 ft 7 in)     | Đồng Nai              | Trưởng phòng tổ chức sự kiện | Tập 5     | 12-11              |
| Nguyễn Hoàng Minh Thư     | 20   | 1,66 m (5 ft 5+1⁄2 in) | Đồng Nai              | Sinh viên                    | Tập 5     | 12-11              |
| Phương Thảo               | 26   | 1,60 m (5 ft 3 in)     | Hà Nội                | Nhân viên văn phòng          | Tập 6     | 10                 |
| Brittanya Karma†          | 27   | 1,66 m (5 ft 5+1⁄2 in) |                       | Vlogger                      | Tập 7     | 9-8                |
| Nguyễn Vũ Trúc Như        | 27   | 1,64 m (5 ft 4+1⁄2 in) | Long An               | Diễn viên đóng thế           | Tập 7     | 9-8                |
| Cổ Thị Kim Ngân "Cổ Ngân" | 24   | 1,70 m (5 ft 7 in)     | Thành phố Hồ Chí Minh | Người mẫu                    | Tập 8     | 7                  |
| Đỗ Trịnh Quỳnh Như        | 21   | 1,76 m (5 ft 9+1⁄2 in) | Thành phố Hồ Chí Minh | Người mẫu                    | Tập 8     | 6                  |
| Minh Uyên                 | 24   | 1,73 m (5 ft 8 in)     | Thành phố Hồ Chí Minh | Sinh viên                    | Tập 9     | 5                  |
| Vân Nhi                   | 29   | 1,70 m (5 ft 7 in)     | Thành phố Hồ Chí Minh | Thư ký tổng giám đốc         | Tập 10    | 4                  |
| Gia Hân                   | 21   |                        | Đồng Nai              | Chuyên viên thẩm mỹ          | Tập 11    | 3                  |
| Kiều Trang                | 32   | 1,60 m (5 ft 3 in)     | Đà Nẵng               | Sinh viên MBA                | Tập 12    | 2                  |
| Bùi Thùy Dương            | 30   | 1,65 m (5 ft 5 in)     | Thành phố Hồ Chí Minh | Kinh doanh tự do             | Tập 12    | 1                  |

## Thứ tự gọi tên
| 1  | Đoan Trang  | Kiều Trang                     | Vân Nhi                       | Gia Hân                    | Thùy Dương         | Minh Uyên   | Gia Hân            | Thùy Dương | Gia Hân    | Thùy Dương | Kiều Trang | Thùy Dương |
| 2  | Cổ Ngân     | Bella                          | Gia Hân                       | Tuyết Anh                  | Kiều Trang         | Gia Hân     | Kiều Trang         | Minh Uyên  | Thùy Dương | Kiều Trang | Thùy Dương | Kiều Trang |
| 3  | Kim Tuyền   | Phương Thảo                    | Kim Tuyền                     | Thùy Dương                 | Kim Ngân           | Vân Nhi     | Thùy Dương         | Vân Nhi    | Kiều Trang | Gia Hân    | Gia Hân    |            |
| 4  | Gia Hân     | Diệu Mai                       | Minh Uyên                     | Brittanya                  | Trúc Như           | Kiều Trang  | Minh Uyên          | Kiều Trang | Vân Nhi    | Vân Nhi    |            |            |
| 5  | Thùy Dương  | Vân Nhi                        | Kiều Trang                    | Cổ Ngân                    | Quỳnh Như          | Thùy Dương  | Vân Nhi            | Gia Hân    | Minh Uyên  |            |            |            |
| 6  | Vân Nhi     | Tuyết Anh                      | Trúc Như                      | Kiều Trang                 | Brittanya          | Cổ Ngân     | Cổ Ngân            | Quỳnh Như  |            |            |            |            |
| 7  | Brittanya   | Brittanya                      | Cổ Ngân                       | Minh Uyên                  | Minh Uyên          | Brittanya   | Quỳnh Như          | Cổ Ngân    |            |            |            |            |
| 8  | Minh Uyên   | Đoan Trang                     | Phương Thảo                   | Vân Nhi                    | Vân Nhi            | Trúc Như    | Brittanya Trúc Như |            |            |            |            |            |
| 9  | Trúc Như    | Cổ Ngân                        | Thùy Dương                    | Trúc Như                   | Gia Hân            | Quỳnh Như   | Brittanya Trúc Như |            |            |            |            |            |
| 10 | Bella       | Phương Linh                    | Brittanya                     | Quỳnh Như                  | Phương Thảo        | Phương Thảo |                    |            |            |            |            |            |
| 11 | Diệu Mai    | Thùy Dương                     | Đoan Trang                    | Phương Thảo                | Minh Thư Tuyết Anh |             |                    |            |            |            |            |            |
| 12 | Diễm Thúy   | Kim Tuyền                      | Tuyết Anh                     | Minh Thư                   | Minh Thư Tuyết Anh |             |                    |            |            |            |            |            |
| 13 | Diễm Quỳnh  | Quỳnh Như                      | Quỳnh Như                     | Bella Đoan Trang Kim Tuyền |                    |             |                    |            |            |            |            |            |
| 14 | Nguyệt Thúy | Minh Thư                       | Minh Thư                      | Bella Đoan Trang Kim Tuyền |                    |             |                    |            |            |            |            |            |
| 15 | Phương Thảo | Gia Hân                        | Bella                         | Bella Đoan Trang Kim Tuyền |                    |             |                    |            |            |            |            |            |
| 16 | Tuyết Anh   | Diệu Thúy                      | Diễm Thúy Diệu Mai Phong Linh |                            |                    |             |                    |            |            |            |            |            |
| 17 | Minh Thư    | Minh Uyên                      | Diễm Thúy Diệu Mai Phong Linh |                            |                    |             |                    |            |            |            |            |            |
| 18 | Vương Loan  | Trúc Như                       | Diễm Thúy Diệu Mai Phong Linh |                            |                    |             |                    |            |            |            |            |            |
| 19 | Việt Anh    | Diễm Quỳnh Nguyệt Thúy Thúy Vi |                               |                            |                    |             |                    |            |            |            |            |            |
| 20 | Phương Linh | Diễm Quỳnh Nguyệt Thúy Thúy Vi |                               |                            |                    |             |                    |            |            |            |            |            |
| 21 | Thúy Vi     | Diễm Quỳnh Nguyệt Thúy Thúy Vi |                               |                            |                    |             |                    |            |            |            |            |            |
| 22 | Quỳnh Như   |                                |                               |                            |                    |             |                    |            |            |            |            |            |
| 23 | Kiều Trang  |                                |                               |                            |                    |             |                    |            |            |            |            |            |
| 24 | Thiên Trang |                                |                               |                            |                    |             |                    |            |            |            |            |            |

     Thí sinh chiến thắng
     Thí sinh bị loại
     Thí sinh nhận được bông hồng trong buổi gặp đầu tiên
     Thí sinh nhận được bông hồng trong buổi hẹn hò
     Thí sinh bị loại trong buổi hẹn hò
     Thí sinh dừng cuộc thi